# Шоттки, Юлиус Макс
Юлиус Макс Шоттки (нем. Julius Max Schottky; 1794—1849) — австрийский историк и литератор; профессор пражского университета.
Составил (вместе с Францем Жишкой) сборник «Австрийские народные песни с их мелодиями» (нем. Oesterreischische Volkslieder mit ihren Singweisen; Пешт, 1818, факсимильное переиздание 1970). Опубликовал первую подробную биографию Никколо Паганини «Жизнь и дела Паганини как художника и как человека» (нем. Paganini's Leben und Treiben als Künstler und als Mensch; Прага, 1830, переиздание 1909), составленную во многом с его слов.
Помимо сочинений, связанных с музыкой, оставил напечатанный отдельным изданием доклад «О частной жизни Валленштейна» (нем. Ueber Wallensteins Privatleben: Vorlesungen gehalten in dem Museum zu München; Мюнхен, 1832), подробное описание Праги (нем. Prag wie es war und wie es ist; 1832), книгу «Очерки Альп Южной Германии» (нем. Bilder aus der süddeutschen Alpenwelt; Инсбрук, 1834).
Шоттки с симпатией описан в мемуарах Карла Гуцкова «Итоги моей жизни».